# (534405) 2014 TW85
(534405) 2014 TW85 est un objet transneptunien faisant partie des cubewanos avec un diamètre d'environ 190 km.